# Molnár Tibor (színművész)
Molnár Tibor (Zagyvapálfalva, 1921. július 26. – Budapest, 1982. november 23.) Kossuth- és Jászai Mari-díjas magyar színművész.

## Pályája
1949-ben végzett a Színház- és Filmművészeti Főiskolán. A Nemzeti Színházhoz szerződött. 1950 és 1956 között a Petőfi Színház tagja volt.  1956 novemberében elhagyta az országot, 1959-ig Bécsben, Münchenben, Genovában és Londonban élt. Hazatérése után a Miskolci Nemzeti Színházhoz szerződött. 1962-től a Vígszínház tagja volt. 1962-ben jelent meg Hosszú az út... című könyve, amelyben a külföldön átélt hányattatásait írta meg. Első filmszerepe az 1948-ban készült Talpalatnyi föld című filmben volt, Tarcali Janit játszotta.

## Színpadi szerepek
- Bródy Sándor: A tanítónő....Tanító
- Miller: Pillantás a hídról....Eddie Carbone
- O'Neill: Amerikai Elektra....Seth Beckwith
- Arthur Miller: Közjáték Vichyben....Bayard
- Bartha L.: Szerelem....Büky fűszeres
- Molnár Ferenc - Füsti József: A Pál utcai fiúk....Nemecsek szabó
- Molière: Scapin furfangjai....Scapin
- Shakespeare: Vízkereszt, vagy amit akartok....Bolond
- T. Williams: Orfeusz alászáll....Talbott sheriff

## Filmjei

### Játékfilmek
- Talpalatnyi föld (1948)
- Tűz (1948)
- Szabóné (1949)
- Ludas Matyi (1949)
- Úri muri (1950)
- Déryné (1951)
- Becsület és dicsőség (1951)
- Vihar (1951)
- Ütközet békében (1952)
- A harag napja (1953)
- Állami áruház (1953)
- Föltámadott a tenger (1953)
- Kiskrajcár (1953)
- Ami megérthetetlen (1954)
- Rokonok (1954)
- A 9-es kórterem (1955)
- Budapesti tavasz (1955)
- Különös ismertetőjel (1955)
- A császár parancsára (1956)
- Keserű igazság (1956)
- Két vallomás (1956)
- Mese a 12 találatról (1956)
- Szakadék (1956)
- Ünnepi vacsora (1956)
- Megöltek egy lányt (1961)
- Két félidő a pokolban (1961)
- Angyalok földje (1962)
- Lopott boldogság (1962)
- Pesti háztetők (1962)
- Megszállottak (1962) ... Dzsugán, főigazgató
- Örökre eltiltva (1963)
- Fotó Háber (1963)
- Bálvány (1963)
- Isten őszi csillaga (1963)
- Párbeszéd (1963)
- Váltás (1964)
- Miért rosszak a magyar filmek? (1964)
- Karambol (1964)
- Déltől hajnalig (1965)
- Húsz óra (1965)
- Így jöttem (1965)
- A kőszívű ember fiai 1-2. (1965)
- Sellő a pecsétgyűrűn 1-2. (1965)
- Fény a redőny mögött (1965)
- Nem szoktam hazudni (1966)
- Szentjános fejevétele (1966)
- Szegénylegények (1966)
- Hideg napok (1966)
- Édes és keserű (1966)
- Utószezon (1966)
- Csillagosok, katonák (1967)
- Tízezer nap (1967)
- Egri csillagok 1-2. (1968)
- A völgy (1968)
- A holtak visszajárnak (1968)
- Az utolsó kör (1968)
- Feldobott kő (1969)
- Az örökös (1969)
- Arc (1970)
- Gyula vitéz télen-nyáron (1970)
- Szemtől szembe (1970)
- Mérsékelt égöv (1970)
- Én vagyok Jeromos (1970)
- Szabad a pálya! (1971)
- Még kér a nép (1972)
- Harminckét nevem volt (1972)
- A locsolókocsi (1974)
- Tűzgömbök (1975)
- A királylány zsámolya (1976)
- Ha megjön József (1976)
- Árvácska (1976)
- Azonosítás (1976)
- Kinek a törvénye? (1978)
- A ménesgazda (1978)
- A közös bűn (1978)
- Magyarok (1978)
- Kojak Budapesten (1980)
- Visszaesők (1982)

### Tévéfilmek
- A Tenkes kapitánya 1-13. (1963)
- Az idegen ember (1964)
- Vízivárosi nyár (1964)
- Utak (1965)
- Princ, a katona (1966)
- Tüskevár (1967)
- Bors (1968)
- Hét kérdés a szerelemről (és három alkérdés) (1969)
- Halálnak halála (1969)
- Tizennégy vértanú (1970)
- A fekete város (1971)
- A hetedik kocsi (1971)
- Pillangó (1971)
- Egy óra múlva itt vagyok… (1971)
- Francia tanya (1972)
- Jó estét nyár, jó estét szerelem 1-2. (1972)
- Különös vadászat (1972)
- Sólyom a sasfészekben (1973)
- És mégis mozog a föld 1-3. (1973)
- Két fiú ült egy padon (1973)
- Az 1001. kilométer (1973)
- Embersirató (1974)
- Sztrogoff Mihály (1975)
- Karancsfalvi szökevények (1976)
- Kántor (1976)
- A csillagszemű 1-2. (1976)
- Zokogó Majom 1-5. (1978)
- Villám (1980)
- Nagy Anna, kis Anna (1981)

## Díjai, elismerései
- Jászai Mari-díj (1955)
- Kossuth-díj (1956)

## Könyve
- Hosszú az út... (Budapest, 1962)